# Cristepilysta
Cristepilysta is een kevergeslacht uit de familie van de boktorren (Cerambycidae). De wetenschappelijke naam van het geslacht werd voor het eerst geldig gepubliceerd in 1951 door Breuning.

## Soorten
Cristepilysta is monotypisch en omvat slechts de volgende soort:
- Cristepilysta cristipennis Breuning, 1951